# Dvärgrips
Dvärgrips (Ribes glandulosum) är en ripsväxtart som beskrevs av Grauer. Enligt Catalogue of Life ingår Dvärgrips i släktet ripsar och familjen ripsväxter, men enligt Dyntaxa är tillhörigheten istället släktet ripsar och familjen ripsväxter. Arten har ej påträffats i Sverige. Inga underarter finns listade i Catalogue of Life.

## Bildgalleri

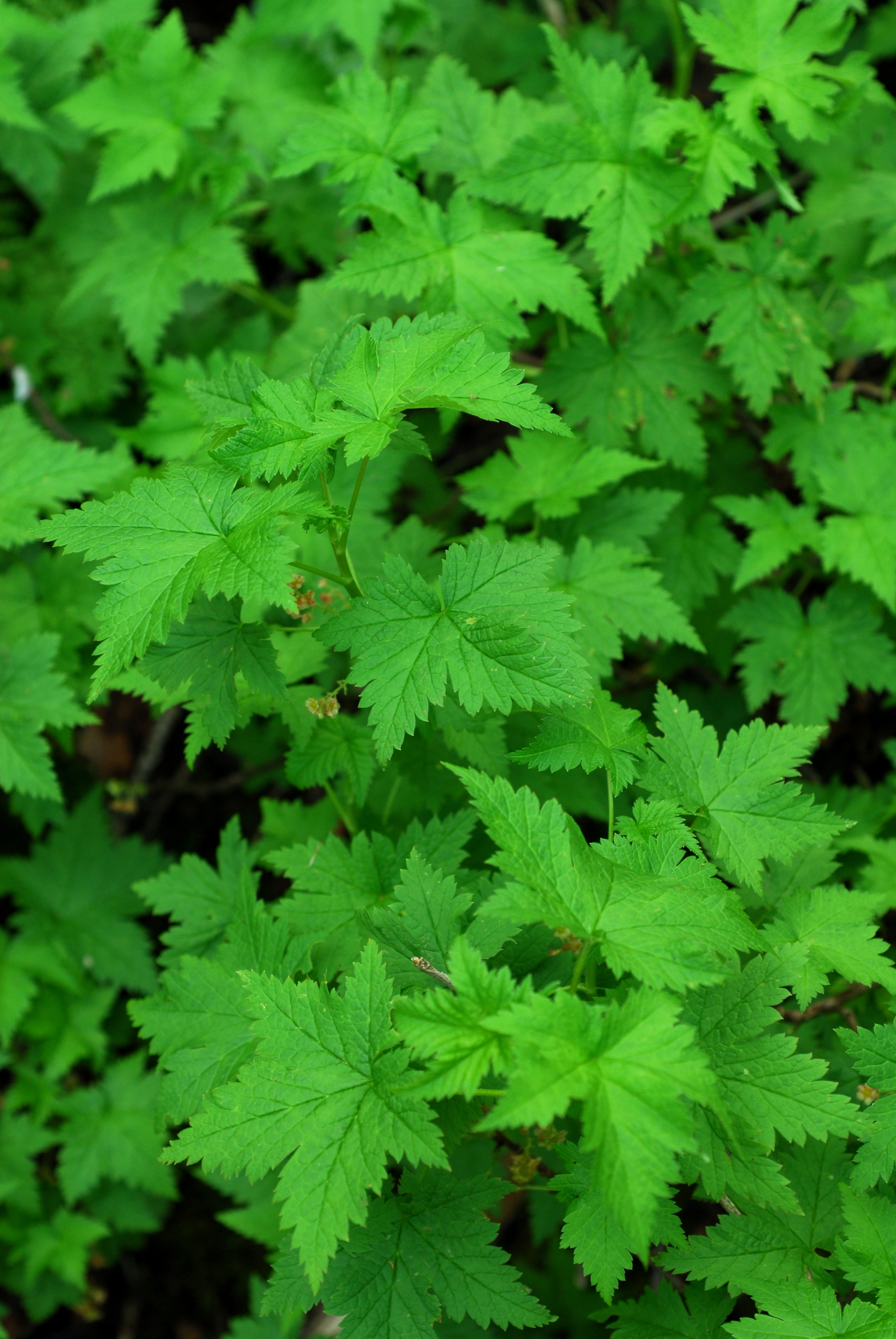
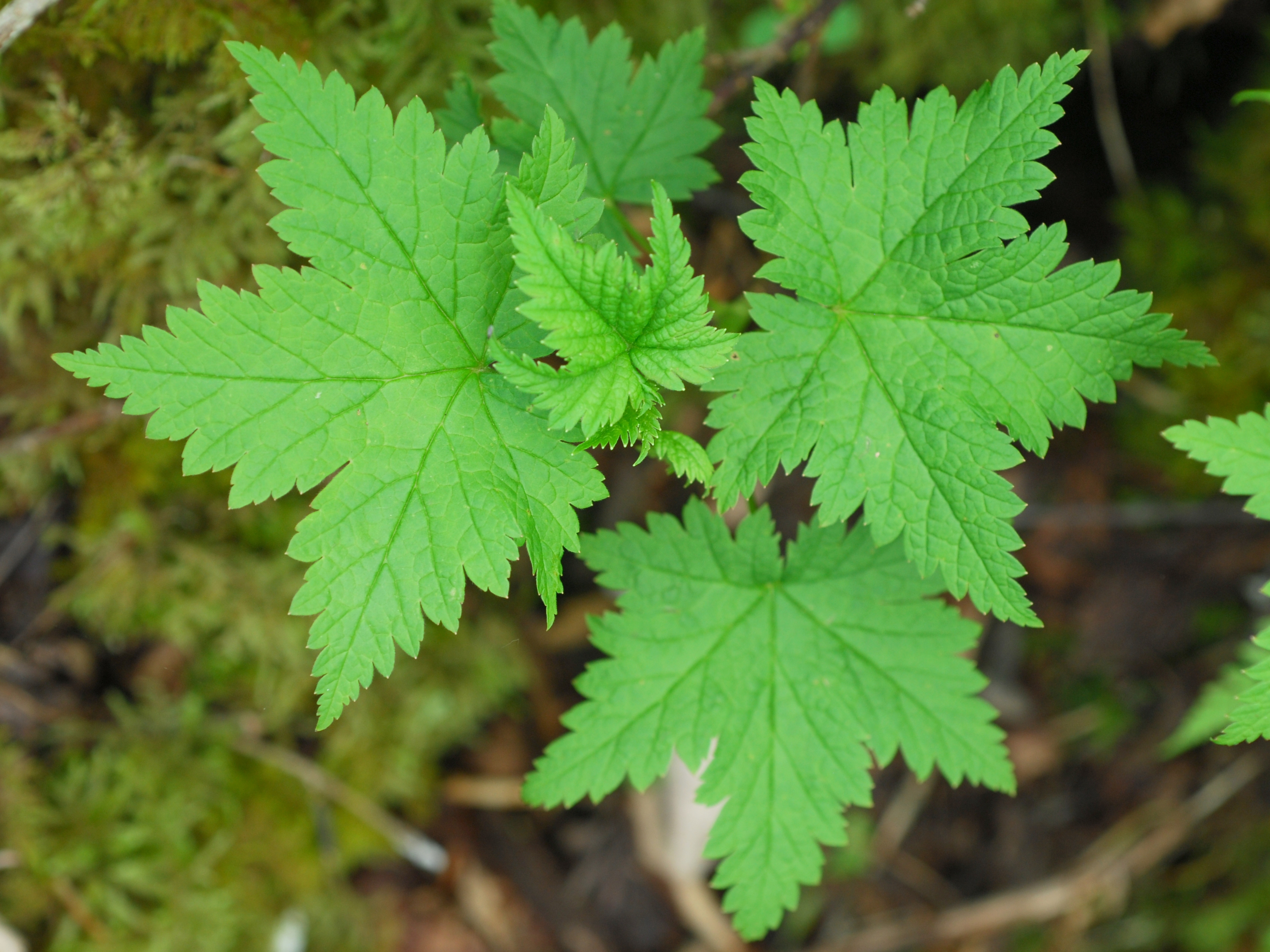
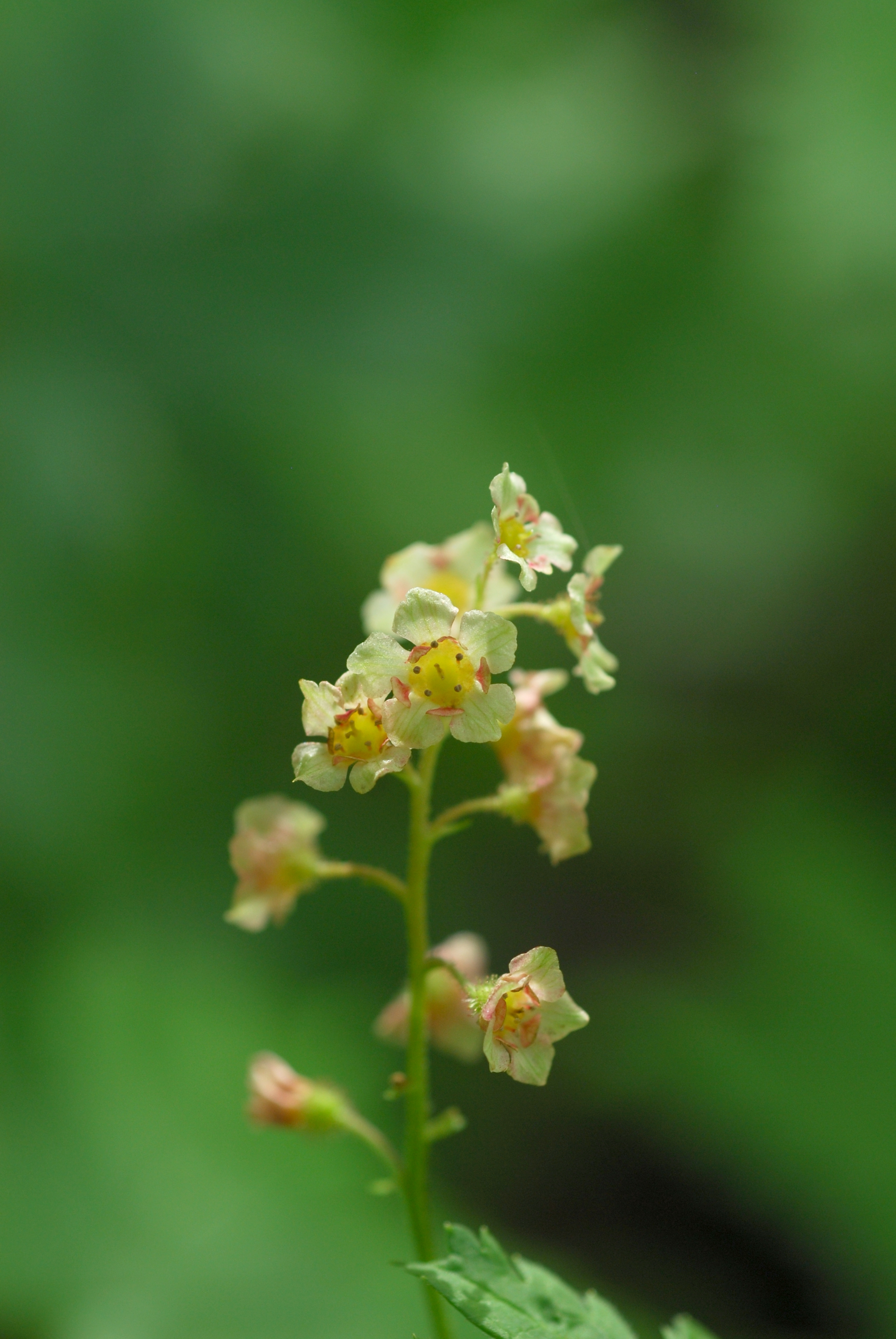
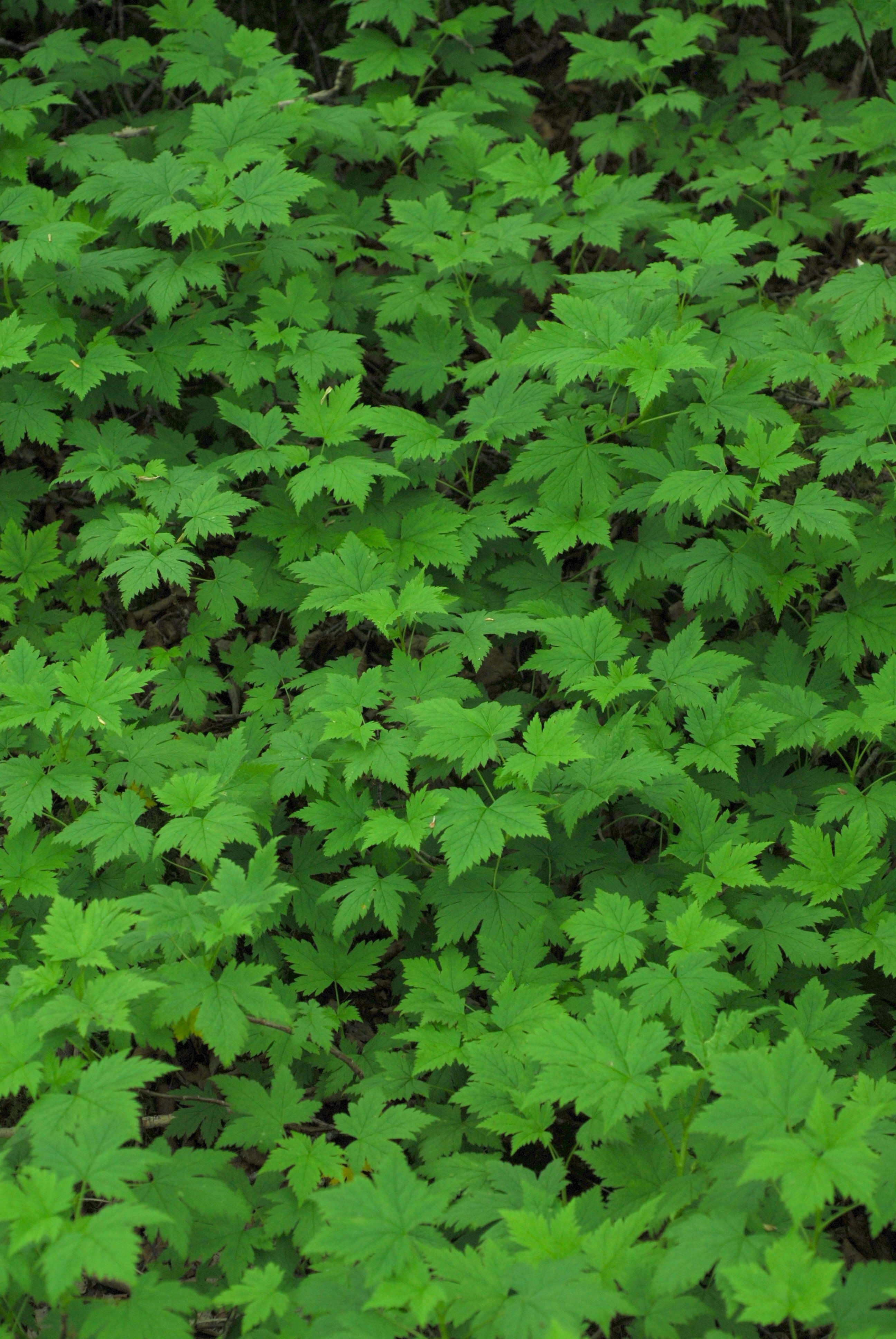